# Monika Ivkic
Monika Ivkic (née le 6 juin 1989 à Gradačac) est une chanteuse autrichienne.

## Biographie
Monika Ivkic passe sa petite enfance en Bosnie-Herzégovine avant de déménager à l'âge de dix-huit mois avec ses parents à Vienne, en Autriche, en tant que réfugiés de guerre. Elle a des ancêtres allemands et bosno-serbes. À 17 ans, elle abandonne l'école et décide de poursuivre une carrière de chanteuse.

## Carrière
À 15 ans, Ivkic participe à la version allemande de Popstars, sur la chaîne de télévision allemande ProSieben. Après avoir été disqualifiée parce qu'elle n'avait pas l'âge minimum requis, elle est invitée à redonner sa candidature pour la saison suivante, elle progresse alors à travers les auditions mais ne réussit pas à intégrer les émissions finales.
Un an plus tard, elle participe à la cinquième saison de Starmania, diffusée par la chaîne de télévision autrichienne ORF. Sa popularité monte en flèche lorsque, l'année suivante, en 2008, elle se qualifie pour la cinquième saison de Deutschland sucht den SuperStar (DSDS), diffusée par RTL, est la seule Autrichienne et termine à la quatrième place. Elle collabore aux projets proposés immédiatement par la chaîne après l'émission.
Après Deutschland sucht den Superstar, Ivkic ne signe pas de contrat avec une maison de disques, invoquant une volonté de s'exprimer musicalement sans être liée par les contraintes commerciales. Elle enregistre quelques chansons et les diffuse sur sa chaîne YouTube officielle. Plus tard en 2008, elle sort l'album I'm Gonna Make It, disponible à la vente uniquement sur Internet. Certaines des chansons sont présentées à la télévision bosniaque et autrichienne, mais aucune d'entre elles n'a de succès.
En raison des faibles ventes, Ivkic fait d'abord une pause et ne regarde toujours que de petits événements. Elle commence à changer son image fin 2008, tentant de passer de chanteuse de ballades à pop star et cherchant à attirer l'attention en se teignant les cheveux en noir et en perdant du poids. En février 2009, Ivkic publie un livre Lasst euch vom Bohlen nicht verkohlen – Tipps und Tricks für Superstars (und alle, die es werden wollen). Elle décrit comment on se comporte dans les émissions de casting et des trucs et astuces pour les personnes qui veulent y postuler.
Le 10 février 2010, RTÉ annonce qu'Ivkic participera à la finale nationale irlandaise du Concours Eurovision de la chanson 2010 avec une chanson intitulée Fashion Queen, où elle termine à la troisième place. La chanson sort quelques semaines plus tard et atteint la 86e place du classement irlandais. Avec Fashion Queen, elle veut se relancer en Allemagne et en Autriche, ainsi qu'à l'international. La chanson suscite une légère controverse dans des forums de discussion, car elle ressemblerait beaucoup à la chanson Candyman de Christina Aguilera.
Elle perd son contrat d'enregistrement avec Warner Music Group fin 2010 et signe en mars 2011 avec le label indépendant Permanent Vacation  (singles sortis en Suisse et en Autriche) et Polydor (singles en Allemagne et en Bosnie-Herzégovine).
Ivkic participe à la saison 2017-2018 du concours de musique Zvezde Granda et obtient la 10e place en finale.

## Discographie
Albums
- 2008 : I'm Gonna Make It (sous le nom de Monice)
- 2010 : Fashion Queen
- 2011 : Fashionista
- 2012 : PDBM

Singles
- 2006 : Sing for Me (Starmania-Allstars)
- 2008 : I’m Gonna Make It
- 2008 : Together We’ll Be
- 2009 : Only the Good Die Young
- 2009 : Boiz
- 2009 : Fashionista
- 2009 : True
- 2010 : Fashion Queen
- 2011 : I’m Gonna Make It
- 2011 : Letzte Fahrt (feat. Crim)
- 2011 : Together We’ll Be
- 2011 : True
- 2012 : Fashionista
- 2012 : Letzte Fahrt (feat. Crim)
- 2012 : Skini Okom Sve Na Meni
- 2012 : Ice Ice Baby (feat. Vanilla Ice)
- 2012 : Touch the Limit
- 2012 : Summer Paradise (feat. Edward Maya)
- 2018 : Kerozin